# The Dirty Nil
The Dirty Nil (englisch Die dreckige Null) ist eine kanadische Rock-Band aus Dundas, Ontario. Die Band wurde im Jahre 2017 mit dem Juno Award in der Kategorie Breakthrough Group of the Year ausgezeichnet und wurde zweimal in der Kategorie Rock Album of the Year nominiert.

## Geschichte
Die Band wurde im Jahre 2006 vom Sänger und Gitarristen Luke Bentham und dem Schlagzeuger Kyle Fisher gegründet. Beide sind seit ihrer Kindheit befreundet und spielten die ersten Jahre nur zum Spaß zusammen. Drei Jahre später schloss sich der Bassist Dave Nardi dem Duo an. Daraufhin spielten The Dirty Nil im nahen Hamilton ihre ersten Konzerte. In den folgenden Jahren veröffentlichte die Band zahlreiche Singles und EPs, bevor The Dirty Nil im August 2015 von Dine Alone Records unter Vertrag genommen wurden. Ebenfalls 2015 nahm die Band an der Warped Tour teil. Am 26. Februar 2016 erschien das Debütalbum Higher Power, das von der Band, Shehzaad Jiwani und Adam Bentley produziert wurde. Das deutsche Magazin Visions kürte Higher Power zum „Album des Monats“. Bis Ende 2016 spielte die Band über 350 Konzerte, darunter eines im Vorprogramm von The Who. Ebenfalls 2016 verließ der Bassist Dave Nardi die Band und wurde durch Ross Miller ersetzt.
Im Frühjahr 2017 tourte die Band im Vorprogramm von Billy Talent und Monster Truck durch Kanada und veröffentlichte am 28. April 2017 die Kompilation Minumum R&B, welche eine Zusammenstellung der frühen Singles darstellt. Bei den Juno Awards 2017 wurden The Dirty Nil in der Kategorie Breakthrough Group of the Year ausgezeichnet. Im Sommer 2017 spielte die Bands auf den Festivals Southside und Hurricane. Am 14. September 2018 erschien das zweite Studioalbum Master Volume, das von John Goodmanson produziert wurde. Das Album enthält eine Coverversion des Liedes Hit the Lights von Metallica und wurde vom deutschen Magazin Visions erneut zum „Album des Monats“ gekürt. Master Volume wurde bei den Juno Awards 2020 in der Kategorie Rock Album of the Year nominiert, der Preis ging jedoch an The Glorious Sons.
Das dritte Studioalbum Fuck Art erschien am 1. Januar 2021. Es wurde erneut sowohl von John Goodmanson produziert als auch vom deutschen Magazins Visions zum „Album des Monats“ gekürt. Bassist Ross Miller verließ daraufhin die Band und wurde durch Sam Tomlinson ersetzt. Bei den Juno Awards 2022 wurde Fuck Art in der Kategorie Rock Album of the Year nominiert, der Preis ging jedoch an The Beaches. Am 26. Mai 2023 veröffentlichte die Band ihr viertes Album Free Rein to Passions, welches von John Goodmanson produziert wurde.

## Stil
John D. Buchanan vom Onlinemagazin Allmusic beschrieb die Musik von The Dirty Nil als erstaunlich laute Melange aus Hard Rock und Punk mit heiseren und rauem Gesang. Florian Schneider vom deutschen Magazin Visions verglich das Debütalbum Higher Power mit Nirvanas Bleach und Weezers Pinkerton und sprach eine Empfehlung für alle aus, denen Weezer „zu lahmarschig geworden sind“. Markus Endres vom Onlinemagazin Metal.de schrieb, dass The Dirty Nil fröhlich rotzig und wild Punk, Classic Rock, Noise-Rock, Grunge und Hardcore mischen. Aliya Chaudhry vom britischen Magazin Kerrang empfahl das Album Free Rein to Passions Fans von Weezer, Drug Church und Turnstile.

## Diskografie
Alben
- 2016: Higher Power
- 2018: Master Volume
- 2021: Fuck Art
- 2023: Free Rein to Passions
- 2025: The Lash

Kompilationen
- 2012: Nil Tape
- 2017: Minimum R&B
- 2018: You’re Welcome

EPs
- 2008: The Dirty Nil
- 2009: Saccharina Visceral
- 2013: Summer Mixtape Vol. 2: Covers
- 2013: The Dirty Nil Record Club Vol. 1
- 2013: The Dirty Nil Record Club Vol. 2
- 2014: Smite
- 2014: The Dirty Nil Record Club Vol. 3
- 2015: The Dirty Nil Record Club Vol. 4
- 2016: Little Elephant Session
- 2016: The Dirty Nil Record Club Vol. 5
- 2017: The Dirty Nil Record Club Vol. 6
- 2018: Little Elephant Session 2
- 2022: The Big Rip

## Musikpreise
| Jahr | Kategorie                      | für           | Resultat  |
| ---- | ------------------------------ | ------------- | --------- |
| 2017 | Breakthrough Group of the Year | The Dirty Nil | Gewonnen  |
| 2020 | Rock Album of the Year         | Master Volume | Nominiert |
| 2022 | Rock Album of the Year         | Fuck Art      | Nominiert |